# Миддаг
Миддаг (кит. 大肚王國) — тайваньское княжество или крупный племенной союз, существовавшее в центральной части западных равнин Тайваня в 1540—1732 годах. Было создано племенами аборигенов Тайваня — папора, бабуза, пазех и хоанья и включало 27 населённых пунктов (по сообщениям шотландского путешественника Дэвида Райта), занимая территорию современных административно-территориальных образования Тайчжун, Чжанхуа и Наньтоу. Появившись в XVI веке, оно находилось некоторое время под властью европейских колонистов и государства Дуннин, и в XVIII веке вошло в состав Цинской империи.